# 아일랜드 게임

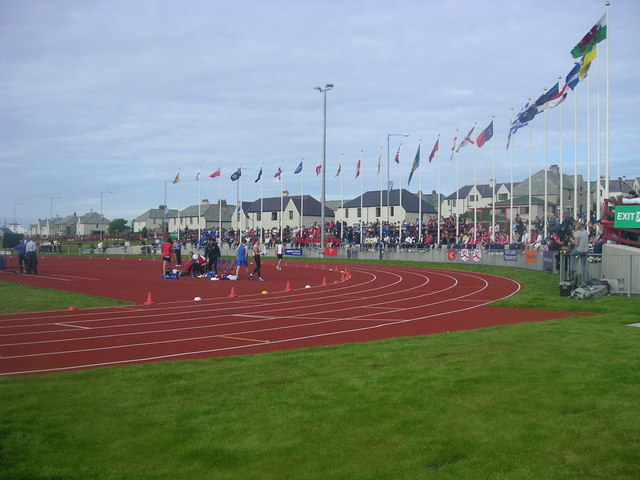
2005년 아일랜드 게임

아일랜드 게임(Island Games)은 1985년에 인터-아일랜드 게임으로 본래 맨섬의 국제 스포츠의 해를 기념하는 일회성의 스포츠 행사로 시작되었다. 그러나, 첫 번째 아일랜드 게임의 기획자인 제프리 컬렛은 영국 주변의 섬뿐만 아니라, 그린란드, 아이슬란드, 페로 제도, 세인트헬레나와 기타 다른 섬들에게도 참가권유를 하였다. 처음에는, 15개 섬에서 600여 명의 선수들이 7개의 정식 종목에서 70,000 파운드의 상금을 놓고 경기를 펼쳤다. 매우 성공적이었던 1985년 대회 덕분에 정기적 대회로 성장하였으며, 개최지를 바꿔가며 격년제로 개최되고 있다.

## 역사
아일랜드 게임은 1985년 맨섬 국제 스포츠의 해의 일환으로 인터 아일랜드 게임으로 시작되었으며, 본래는 일회성 스포츠 행사로만 기획되었다.
처음에는 600명의 선수와 임원이 있는 15개의 섬에서 7개의 스포츠가 진행되었으며 총 준비 비용은 £ 70,000였다. 육상 경기는 8레인 잔디 트랙에서 열렸는데, 현재 수천 명의 관중을 수용할 수 있는 경기장에서 합성 트랙을 사용하는 현재 게임과는 거리가 멀다. 1985년 대회는 매우 성공적이였기에 주최측은 2년 후에 유사한 행사를 개최하기로 결정했다.

## 회원국
국제 아일랜드 게임 연맹(International Island Games Association, IGA)은 1985년에 맨섬에서 설립되었다. 연맹의 구성국들은 주로 9개 주권국가(그리스, 노르웨이, 덴마크, 스웨덴, 스페인, 에스토니아, 영국, 캐나다, 핀란드)에 소속되어 있는 섬들이다.
현재 IGA의 회원국은 다음과 같다:
| - 건지섬 - 고틀란드 - 그린란드 - 로도스 - 맨섬 - 미노르카섬 - 버뮤다 - 사레마 | - 사크섬 - 세인트헬레나 - 셰틀랜드 제도 - 아우터헤브리디스 - 앵글시 - 올란드 제도 - 올더니섬 - 와이트섬 | - 저지섬 - 지브롤터 - 케이맨 제도 - 페로 제도 - 포클랜드 제도 - 프뢰위아 - 히트라 |

지브롤터는 IGA 회원국 중 유일하게 섬이 아닌 지역이다. (이베리아반도의 끝에 위치한 지역이지만, 지정학적 관점에서 섬과 같은 곳이다.)

## 게임 개최지

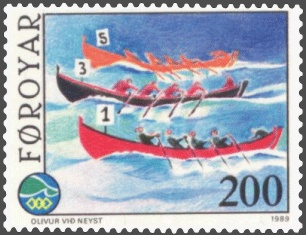
1989년 아일랜드 게임:조정 (페로 제도 우표)

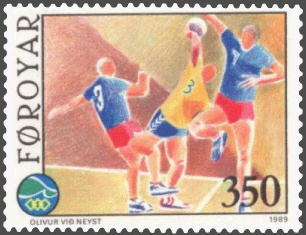
핸드볼

| 연도 | 대회  | 개최지        | 국가       |
| ---- | ----- | ------------- | ---------- |
| 1985 | I     | 맨섬          | 영국       |
| 1987 | II    | 건지섬        | 영국       |
| 1989 | III   | 페로 제도     | 페로 제도  |
| 1991 | IV    | 올란드 제도   | 핀란드     |
| 1993 | V     | 와이트섬      | 영국       |
| 1995 | VI    | 지브롤터      | 영국       |
| 1997 | VII   | 저지섬        | 영국       |
| 1999 | VIII  | 고틀란드      | 스웨덴     |
| 2001 | IX    | 맨섬          | 영국       |
| 2003 | X     | 건지섬        | 영국       |
| 2005 | XI    | 셰틀랜드 제도 | 스코틀랜드 |
| 2007 | XII   | 로도스        | 그리스     |
| 2009 | XIII  | 올란드 제도   | 핀란드     |
| 2011 | XIV   | 와이트섬      | 영국       |
| 2013 | XV    | 버뮤다        | 영국       |
| 2015 | XVI   | 저지          | 영국       |
| 2017 | XVII  | 고틀란드      | 스웨덴     |
| 2019 | XVIII | 페로제도      | 덴마크     |
| 2021 | XIX   | 미노르카      | 스페인     |

## 종목

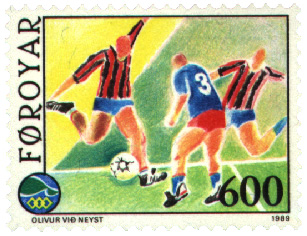
축구

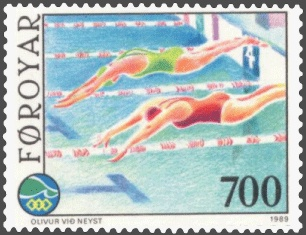
수영

개최국은 다음 스포츠 중에 12개 ~ 14개 종목을 선정하여 경기를 치른다.
| - 골프 - 농구 - 론볼링 - 배구 - 배드민턴 - 사격 | - 사이클 - 수영 - 스쿼시 - 양궁 - 요트 - 유도 | - 육상 - 체조 - 축구 - 탁구 - 테니스 - 트라이애슬론 |

## 메달 순위
| 아일랜드 게임 메달 집계 | 아일랜드 게임 메달 집계 | 아일랜드 게임 메달 집계 | 아일랜드 게임 메달 집계 | 아일랜드 게임 메달 집계 |
| ----------------------- | ----------------------- | ----------------------- | ----------------------- | ----------------------- |
| 순위                    | 국가                    | 금                      | 은                      | 동                      |
| 1                       | 저지섬                  | 372                     | 340                     | 338                     |
| 2                       | 맨섬                    | 288                     | 281                     | 304                     |
| 3                       | 건지섬                  | 273                     | 296                     | 311                     |
| 4                       | 고틀란드                | 178                     | 150                     | 126                     |
| 5                       | 와이트섬                | 129                     | 117                     | 153                     |
| 6                       | 올란드 제도             | 123                     | 134                     | 103                     |
| 7                       | 페로 제도               | 108                     | 112                     | 144                     |
| 8                       | 사레마                  | 50                      | 58                      | 54                      |
| 9                       | 아이슬란드              | 50                      | 45                      | 41                      |
| 10                      | 케이맨 제도             | 50                      | 33                      | 38                      |
| 11                      | 로도스                  | 47                      | 34                      | 35                      |
| 12                      | 버뮤다                  | 39                      | 43                      | 42                      |
| 13                      | 지브롤터                | 34                      | 40                      | 61                      |
| 14                      | 셰틀랜드 제도           | 28                      | 47                      | 70                      |
| 15                      | 오크니 제도             | 17                      | 27                      | 33                      |
| 16                      | 앵글시                  | 16                      | 26                      | 36                      |
| 17                      | 그린란드                | 14                      | 14                      | 22                      |
| 18                      | 메노르카섬              | 11                      | 10                      | 10                      |
| 19                      | 프린스에드워드섬        | 6                       | 6                       | 9                       |
| 20                      | 몰타                    | 6                       | 2                       | 2                       |
| 21                      | 사크섬                  | 1                       | 7                       | 3                       |
| 22                      | 포클랜드 제도           | 1                       | 5                       | 11                      |
| 23                      | 아우터헤브리디스        | 1                       | 2                       | 9                       |
| 24                      | 프뢰위아                | 1                       | 1                       | 2                       |
| 25                      | 히트라                  | 1                       | 0                       | 0                       |
| 26                      | 올더니섬                | 0                       | 2                       | 3                       |
| 27                      | 세인트헬레나            | 0                       | 0                       | 2                       |